# LXI Krajowy Festiwal Piosenki Polskiej w Opolu
LXI Krajowy Festiwal Piosenki Polskiej w Opolu – 61. edycja Krajowego Festiwalu Piosenki Polskiej w Opolu, polskiego festiwalu muzycznego organizowanego przez Telewizję Polską i Opole. Odbyła się od 31 maja do 2 czerwca 2024 w Amfiteatrze Tysiąclecia w Opolu i była transmitowana na żywo przez TVP1.
Festiwal odnotował średnią oglądalność na poziomie 1,78 miliona widzów, co przełożyło się na 19,58% udziału telewizyjnego (13,69% w grupie wiekowej 16-49 i 14,73% w grupie 16-59).

## Organizacja
W lutym 2024 Tomasz Sygut, prezes Telewizji Polskiej, zapowiedział w wywiadzie zmiany w organizacji KFPP w Opolu, nawiązując do zarzutów upolitycznienia TVP za czasów rządów Zjednoczonej Prawicy.

Na początek chcemy przywrócić blask festiwalowi w Opolu, który znów musi się stać świętem polskiej piosenki. Zobaczymy wielkich artystów, którzy przez ostatnie lata nie chcieli mieć z TVP nic wspólnego. Ten festiwal będzie łączył, a nie dzielił.

W opublikowanym 1 marca 2024 wywiadzie z portalem Plejada.pl Marcin Daniec zdradził, że otrzymał zaproszenie do poprowadzenia koncertu Superjedynek podczas nadchodzącej, 61. edycji festiwalu. 6 marca 2024 TVP ogłosiła daty imprezy oraz rozpoczęła nabory do konkursów Premier i Debiutów. W gronie uczestników pierwszego z nich znalazł się zwycięzca 14. edycji talent show The Voice of Poland, Jan Górka, zaś dwa miejsca w drugim miały otrzymać osoby wybrane w programie Szansa na sukces. 19 marca 2024 został opublikowany program festiwalu. Po ośmioletniej przerwie znalazł się w nim koncert Superjedynek. Równocześnie TVP zapowiedziała, że dyrektorem artystycznym festiwalu będzie Wojciech Iwański, zaś kierownikiem muzycznym Adam Sztaba.
26 kwietnia 2024 zostali podani uczestnicy konkursów Premier i Debiutów, a także skład Rady Artystycznej festiwalu. 30 kwietnia 2024 została podana lista wykonawców poszczególnych koncertów, ponadto rozpoczęła się sprzedaż biletów. Dodatkowo 14 maja 2024 został zapowiedziany występ Sławy Przybylskiej. W wywiadzie dla portalu Plejada.pl, opublikowanym 24 maja 2024, rzecznik prasowy festiwalu, Marek Sierocki, poinformował o zmianach organizacyjnych w porównaniu z poprzednimi latami. Laureat zeszłorocznego konkursu Premier, Rafał Brzozowski, nie otrzymał tradycyjnego zaproszenia do wystąpienia gościnnie. Z kolei laureatów Superjedynek mieli wyłonić nie widzowie, lecz organizatorzy, nagradzając artystów, którzy nie występowali w Opolu w poprzednich latach.

### Kontrowersje
Festiwal był krytykowany w mediach ze względu na wykluczenie z programu wykonawców, którzy występowali na nim za czasów rządów Zjednoczonej Prawicy, co interpretowano jako próby upolityczniania go. Do sprawy odnieśli się uczestnicy festiwalu, Tatiana Okupnik i Piotr Cugowski. Okupnik oceniła: „Wydaje mi się, że tych segregacji mamy ciąg dalszy. Upłynąć jeszcze musi dużo wody, żeby to wszystko się – takie mam wrażenie – unormowało”. Cugowski wypowiedział się: „Usilnie stara się podzielić [ludzi], a chyba nie na tym rzecz polega. Myślę, że w ogóle mieszanie kultury czy popkultury czy kultury wyższej z wszelaką polityką to nie jest nigdy dobry pomysł”.
W odpowiedzi na medialne zarzuty przedstawiciele TVP odpowiedzieli, że najważniejszym kryterium doboru artystów na festiwalu jest ich dorobek artystyczny, a głównym przesłaniem edycji jest łączenie. Dodali, że w programie znaleźli się wykonawcy, którzy występowali w TVP za czasów poprzedniej władzy, tacy jak Kuba Badach, Roksana Węgiel, Kasia Moś, Piotr Cugowski czy Alicja Majewska. Reżyser festiwalu, Wojciech Iwański, odparł zarzuty o brak zaproszenia dla Maryli Rodowicz: „Ja nie widzę w tym nic dziwnego. Maryla Rodowicz nie zmieściła się, że tak powiem, w formule tego festiwalu (…). Ale też proszę nie myśleć, że to cenzura”. Sama Rodowicz wyznała: „Nie zostałam zaproszona, ale już tyle razy byłam w Opolu, że nie będę płakać. Nie mogę w kółko powtarzać tego samego repertuaru, a musiałby być jakiś ważny powód, dla którego chciałabym wystąpić w Opolu”. Justyna Steczkowska, która także nie otrzymała zaproszenia, wypowiedziała się: „Jest tylu wspaniałych artystów w Polsce, że to zupełnie oczywiste, że  nie wszyscy w tym samym czasie mogą wystąpić na jednym festiwalu. Nie doszukiwałabym się tutaj złych intencji i blokowania artystów”.

## Dzień 1 (31 maja 2024)
Festiwal otworzyła Paulina Chylewska.

### Premiery
Dzień pierwszy rozpoczął się o godzinie 20 konkursem Premier. Poprowadzili go Kayah i Andrzej Piaseczny. Reżyserką i scenarzystką koncertu była Beata Szymańska-Masny.
Występy:
- Alicja – „Spokojnie Panowie”
- Jan Górka – „No powiedz mi” (zwycięzca The Voice of Poland)
- Józefina i Skubas – „Gdy jest brzydko”
- Monika Lewczuk – „Lekko”
- Łukasz Drapała – „Nie będziesz sama”
- Lanberry – „Co ja robię tu”
- Zabłocki Osobiście i Czesław Mozil – „Ławeczka”
- Piotr Cugowski – „Cisza przed burzą”
- Marcin Sójka – „Dom z piasku”
- Tatiana Okupnik – „Wracam”

Występy pozakonkursowe:
- Kayah i Andrzej Piaseczny – „Podaruj mi trochę słońca”
- Gaba Kulka, Łukasz Lach i Skaldowie – „W żółtych płomieniach liści”
- Andrzej Piaseczny – „Rysowane tobie”, „I jeszcze…”, „Imię deszczu” (z Kayah)
- Kayah – „Córeczko”, „Supermenka”, „Ramię w ramię” (z Andrzejem Piasecznym)
- Józefina i Skubas – „Gdy jest brzydko” (bis)
- Zabłocki Osobiście i Czesław Mozil – „Ławeczka” (bis)

Nagrody:
- Nagroda jury: Józefina i Skubas
- Nagroda publiczności im. Karola Musioła: Zabłocki Osobiście i Czesław Mozil
- Nagroda ZAiKS-u za muzykę: Piotr Cugowski
- Nagroda ZAiKS-u za tekst: Józefina i Skubas
- Nagroda Radiowej Jedynki: Piotr Cugowski

Jurorzy konkursu:
- Jacek Cygan
- Elżbieta Zapendowska
- Maria Szabłowska
- Anna Wyszkoni
- Jarosław Wasik

### Twoje serce do życia wystarczy – Michał Bajor
Jako drugi odbył się koncert Michała Bajora z okazji 50-lecia jego pierwszego występu KFPP w Opolu (podczas XII edycji). Akompaniowała mu orkiestra pod dyrekcją Zygmunta Kukli. Reżyserką i scenarzystką koncertu była Beata Szymańska-Masny.
Lista wykonanych utworów:
1. „Ogrzej mnie” (z Włodzimierzem Korczem)
2. „Nie chcę więcej” (z Włodzimierzem Korczem)
3. „Moja miłość największa” (z Alicją Majewską i Włodzimierzem Korczem)
4. „Nie pozwalam na tę miłość” (z Gospel Family)
5. „No, a ja?” (z Kayah)
6. „Hiszpańczyk” (z Gospel Family)

### Debiuty –Niemen symfonicznie
Jako trzeci odbył się konkurs Debiutów, podczas którego uczestnicy wykonali utwory Czesława Niemena. Poprowadzili go Aleksandra Kostrzewska i Bartosz Cebeńko, orkiestrą dyrygował Patryk Sikora, zaś za reżyserię i scenariusz koncertu odpowiadał Paweł Zeitz.
Występy:
- Natalia Muianga – „Sen o Warszawie”
- Wojtek Stefanowski – „Przyjdź w taką noc”
- Zalia – „Płonąca stodoła”
- Lou Lou Safran – „Pod Papugami”
- Iga Kozacka – „Człowiek jam niewdzięczny”
- Lina – „Baw się w ciuciubabkę” (laureatka konkursu Narodowego Centrum Polskiej Piosenki w Opolu)
- Dominika Dobrosielska – „Jednego serca” (laureatka Szansy na sukces jesienią 2023)
- Klaudia Marzec – „Kwiaty ojczyste”
- Norbert Wronka – „Nie wiem czy warto”
- Alan Cymbalista – „Dobranoc” (laureat Szansy na sukces wiosną 2024)

Występy pozakonkursowe:
- Kuba Badach – „Zielono mi”
- Sława Przybylska – „Pamiętasz, była jesień”, „Tańcząca brzoza”
- Natalia Niemen – „Począwszy od Kaina” / „Dziwny jest ten świat”, „Doloniedola”, „Sprzedaj mnie wiatrowi”
- Norbert Wronka – „Nie wiem, czy warto” (bis)
- Alan Cymbalista – „Dobranoc” (bis)

Nagrody:
- Nagroda jury: Norbert Wronka
- Nagroda publiczności: Alan Cymbalista

Jurorzy konkursu:
- Jacek Cygan
- Elżbieta Zapendowska
- Piotr Metz
- Anna Wyszkoni
- Jarosław Wasik

## Dzień 2 (1 czerwca 2024)

### Superjedynki
Dzień drugi rozpoczął o godzinie 20 koncert Superjedynek z udziałem artystów rockowych. Poprowadził go Marcin Daniec. Wszyscy wykonawcy otrzymali z jego rąk symboliczne Superjedynki. Reżyserem i scenarzystą koncertu był Cyprian Ziąbski.
Występy:

- Lady Pank – „Kryzysowa narzeczona”, „Mniej niż zero”
- Kasia Kowalska – „Jak rzecz”, „Coś optymistycznego”
- Wilki – „Baśka”, „Urke”
- Kobranocka – „Kocham cię jak Irlandię”, „I nikomu nie wolno się z tego śmiać”
- Proletaryat – „Proletariat”, „Hej naprzód marsz”
- Oddział Zamknięty – „Ten wasz świat”, „Obudź się”
- Tomasz Lipiński – „Mówię ci, że…”, „Jeszcze będzie przepięknie”
- Sztywny Pal Azji – „Wieża radości, wieża samotności”, „Spotkanie z…”
- Big Cyc – „Berlin Zachodni”, „Wielka miłość do babci klozetowej”, „Manifesto”, „Ballada o smutnym skinie”
- Chłopcy z Placu Broni – „O! Ela”, „Kocham wolność”
- Krzysztof Zalewski – „Polsko”, „Kochaj”
- Bajm – „Biała armia”, „Co mi Panie dasz”

### Kabareton
Jako drugi odbył się Kabareton, czyli seria występów kabaretowych. Pierwotnie miał go poprowadzić Piotr Bałtroczyk, jednak ze względu na chorobę został zastąpiony przez Marcina Wójcika. Reżyserem Kabaretonu był Szymon Łosiewicz, zaś scenarzystą Robert Górski.
Występy:

- Kabaret Moralnego Niepokoju
- Kabaret Młodych Panów
- Kabaret Skeczów Męczących
- Kabaret Nowaki
- Kabaret K2
- Grupa MoCarta
- Zenon Laskowik
- Jerzy Kryszak
- Zbigniew Zamachowski

## Dzień 3 (2 czerwca 2024):Zakochani są wśród nas
Trzeciego dnia o 20 odbył się koncert Zakochani są wśród nas z piosenkami Janusza Kondratowicza. Artystom towarzyszyła orkiestra pod dyrekcją Adama Sztaby, który był też autorem wszystkich aranżacji. Koncert poprowadził Jacek Cygan, zaś jego reżyserem i scenarzystą był Wojciech Iwański.
Występy:

- Kayah – „Powrócisz tu”
- Dorota Miśkiewicz i Mietek Szcześniak – „Zakochani są wśród nas”
- Ania Rusowicz – „Asfaltowe łąki”
- Ania Karwan – „Radość najpiękniejszych lat”
- Alicja Majewska – „Krajobrazy”
- Ewelina Flinta – „Kwiaty we włosach”
- Stanisław Sojka – „Gdy kiedyś znów zawołam cię”
- Kasia Wilk – „Trzynastego”
- Kasia Moś i Andrzej Lampert – „Jaka jesteś, Mario”
- Natalia Kukulska – „Papierowy księżyc”
- Bovska – „Dancing Queen”
- Piotr Cugowski – „10 w skali Beauforta”
- Dorota Miśkiewicz – „To był świat w zupełnie starym stylu”
- Kayah i Marcin Wyrostek – „Płoną góry, płoną lasy”
- Ania Karwan – „Tin Pan Alley”
- Natalia Przybysz – „Wieczór nad rzeką zdarzeń”
- Andrzej Lampert – „Trzeci akt”
- Anna Maria Jopek – „Biały krzyż”
- Roxie Węgiel – „Mam w ramionach świat”
- Damian Ukeje – „Natalie – piękniejszy świat”
- Kasia Moś – „Jest miejsce na ziemi”
- Natalia Kukulska i Krzysztof Zalewski – „Zaopiekuj się mną”
- Ania Rusowicz – „Jesteś blisko”
- Kasia Wilk – „Idę dalej”
- Mietek Szcześniak – „Ostatni kadr”
- wszyscy artyści – „Tyle słońca w całym mieście” (dwukrotnie)